# جوليس فرانسوا
جوليس فرانسوا هو طبيب بلجيكي، ولد في 24 مايو 1907 في Gingelom ‏ في بلجيكا، وتوفي في 13 أغسطس 1984.